# 在华印支难民
在华印支难民，是指在印度支那難民危機中由中国政府收留的难民，绝大多数为来自越南，仅有少量来自老挝和柬埔寨，而且绝大多数是华人或华裔，仅少量为越南京族。

## 历史
1970年代之前，中越两国关系亲密，常以“同志加兄弟”来形容，但两国之间也有一些分歧和矛盾，如中国反对越南建立印度支那联邦，越南批评中国顾问在越南土地改革中的作为，两国对苏联和美国的政策分歧，中国对越南统一的支持不足等等。1975年，越南统一后，越南加强了对反对北方侵略历史的宣传，企图侵占西沙群岛、南沙群岛和北部湾三分之二的海域，并在中越陆地边境不断蚕食中国领土，攻击中国对美外交政策等。1975年开始，越南政府采取了一系列措施强迫在越华侨归化。1977年初，越南开始在与中国毗连的省份实行“净化边境”政策，将居住在中越边界的华人华侨迁往内地，后改为驱赶他们回中国，且“净化”行动逐步扩展到越南其他省份。到1977年底，有4万多华侨被驱逐回中国。
1977年5月，中国政府以安置归国难侨为名先后取消多个对越援助项目。1977年7月，中国政府全面停止对越经济技术援助，撤回在越中国工程技术人员。越南则抛弃其此前在国际共运中对交恶的中苏两国的中立立场，彻底执行亲苏路线。1978年初，越南当局开始清理户口，强迫国籍识别为中国的在越华人离开越南。1978年4月至8月，被驱逐回中国的华侨数量达16万。1978年5月8日，中国国务院根据中央指示召开接待安置被越南驱逐回国难侨工作会议，由国务院副总理纪登奎、国务院侨办主任廖承志、外交部副部长韩念龙牵头。决定在广东、广西、云南、福建四省区设立接待安置归国华侨委员会或领导小组。至1979年6月，共有26.5万越南难民通过云南省的河口口岸和广西壮族自治区的东兴、凭祥口岸进入中国。1979年6月16日，中国外交部发言人发表声明，呼吁国际社会坚决制止越南驱逐难民。1979年7月20日召开印支难民问题日内瓦国际会议，中国代表章文晋称已经收容25万印支难民，并承诺从东南亚和香港接收自愿来华的1万印支难民。

## 管理机构
1979年8月1日至8月4日，国务院副总理李先念、陈慕华主持召开了接待安置印支难民工作会议。1979年8月4日，国务院决定成立“国务院接待安置印支难民领导小组”，民政部部长程子华任组长，副组长有国务院侨办副主任林修德、农垦部副部长张修竹、外交部部长助理张灿明、中国红十字会副会长杨纯。领导小组办公室设在民政部。在有接待安置任务的广东、广西、云南、福建、江西六省区设立接待安置印支难民领导小组。1988年11月7日，根据国务院机构改革方案，国务院接待安置印支难民领导小组被裁撤，但国务院接待安置印支难民领导小组办公室保留至今，仍由民政部运作。

## 国际合作
1979年6月，中华人民共和国恢复了在联合国难民署执委会的活动，每年派团出席执委会届会，并派部长级代表团多次出席有关难民问题的国际会议。自1978年以来，中国政府先后接收28.3万印支难民。1979年11月，中国和联合国难民署签订该署援助在华印支难民的项目协议。联合国难民署也自1979年下半年起向在华印支难民提供援助，并自1979年10月起在华设立任务代表处。
1979年底，国际红十字协会、红十字国际委员会难民考察团来华考察了难民安置情况，拍摄了2部纪录片，国际红十字协会给中国红十字会拨款300万瑞士法郎以筹建10所难民医院。
1980年2月，联合国难民署任务代表处在北京正式成立，职责限于协助中国政府执行联合国难民署的无偿援助项目，帮助有条件的难民到第三国安置等。1995年12月1日任务代表处升格为代表处。1997年该代表处升格为地区代表处， 负责中国大陆、香港特别行政区、澳门特别行政区、蒙古国、朝鲜民主主义人民共和国的难民事务。
1982年9月，中华人民共和国加入《1951年难民地位公约》和《1967年难民地位议定书》。1994年以前，中国政府从联合国难民署争取到共9000万美元无偿援助，在民政部指导下，在六省（自治区）接待安置印支难民办公室的努力及当地政府支持下，共执行约600个项目。从1994年开始，无偿援助改为项目贷款形式的“周转金计划”。1994年至2007年，在华印支难民周转金计划的资金所有权和管理权归联合国难民署，周转金项目的最终审批权由联合国难民署驻华代表处执行。2008年，民政部与联合国难民署代表签署协议，联合国难民署将总额5300多万的在华印支难民周转金资金所有权和管理权正式移交中国政府，由民政部执行。2008年7月，国务院接待安置印支难民领导小组办公室制定并下发《在华印支难民周转金项目管理办法》。

## 现状
截至2005年底，居留在中国的印支难民及其子女数量已达29.5万人，其中绝大多数是越南籍难民，占99%，且多为华人，少数是越南人（京族）、老挝人（佬族）、柬埔寨人（高棉族），分布在中国南方六省（自治区）的196个安置单位。截至2005年底，广西112268人、广东83538人、云南38009人、福建27409人、海南31475人、江西1715人。六省（自治区）在省、市两级设有“接待安置印支难民办公室”，如海南省接待安置印支难民办公室、钦州市接待安置印支难民办公室。华侨农场按照属地原则管理。
2012年，中国法学会发布的《中国法治建设年度报告(2011)》称，30多年来，中国政府严格履行《关于难民地位的公约》义务，克服各种困难，向近30万印支难民提供了有效保护。
2013年7月1日起施行的《中华人民共和国外国人入境出境管理法》第46条进一步完善了难民和申请难民地位的外国人在中国境内停留居留的规定。在华印支难民开始按照永久性安置转变。